# Tidemann Steen

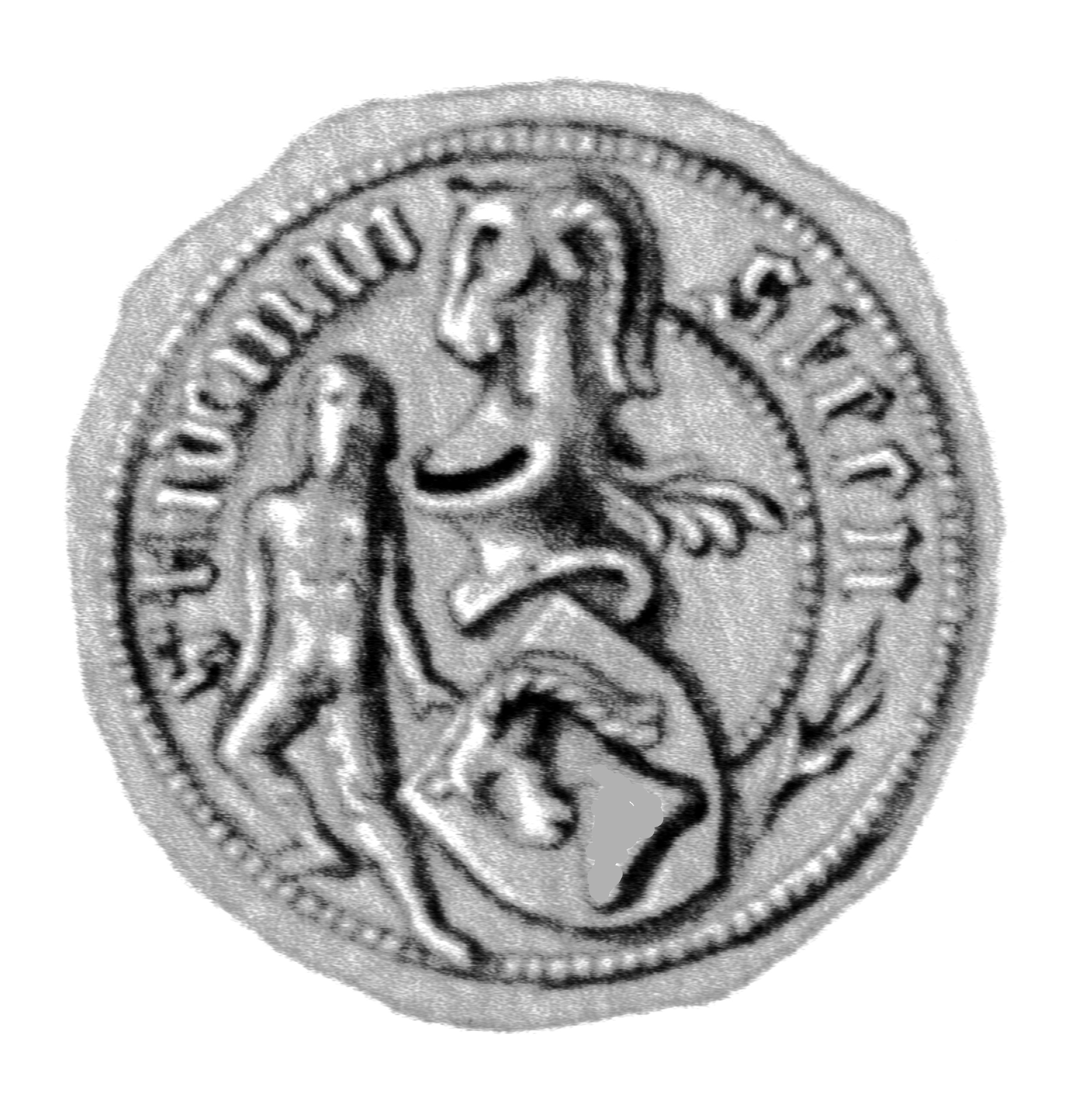
Siegel des Tidemann Steen um 1434

Tidemann Steen (* in Hildesheim; † 1441 in Lübeck) war ein deutscher Ratsherr und Bürgermeister der Hansestadt Lübeck.

## Leben
Steen wurde 1405 als Ältermann der Schonenfahrer bekannt. Um 1416 wurde er in den Rat der Stadt Lübeck berufen und vertrat diese von da an auf allen wichtigen Hansetagen. Er entwickelte außenpolitisches Talent in zahlreichen Missionen für den Stadtstaat und verhandelte gemeinsam mit Konrad Brekewoldt mehrfach mit König Erik VII. von Dänemark. Nach Ausbruch des Sundzollkriegs wurde er 1427 Bürgermeister und zugleich Oberbefehlshaber der Flotte der Hanse im Einsatz gegen Dänemark. Die von ihm kommandierte Flotte wurde von den Dänen in der Seeschlacht im Öresund (1427) vernichtend geschlagen. Nach Rückkehr nach Lübeck wurde er ob der Niederlage seiner Ämter enthoben und im Marstall in Ketten gelegt. Die Haft wurde auf Betreiben von Fürsprechern gemildert, ab 1430 auf Einwirkung König Sigismunds in Hausarrest umgewandelt und Ende 1434 aufgehoben. In Testamenten Lübecker Bürger wird er bis 1427 mehrfach als Urkundszeuge und als Vormund aufgeführt.
Die im Öresund erlittene Niederlage löste in mehreren Schwesterstädten erhebliche Unruhen aus. In Wismar wurden mit Johann Bantzkow und Hinrik van Haren zwei Bürgermeister noch im gleichen Jahr zum Tode verurteilt und hingerichtet. Gleiches Schicksal ereilte den Hamburger Ratsherrn Johann Kletze Anfang 1428.